# Calcinus argus
Calcinus argus är en kräftdjursart som beskrevs av David Wooster 1984. Calcinus argus ingår i släktet Calcinus och familjen Diogenidae. Inga underarter finns listade i Catalogue of Life.